# Dysstroma mediorufaria
Dysstroma mediorufaria là một loài bướm đêm trong họ Geometridae.